# Cativeiro

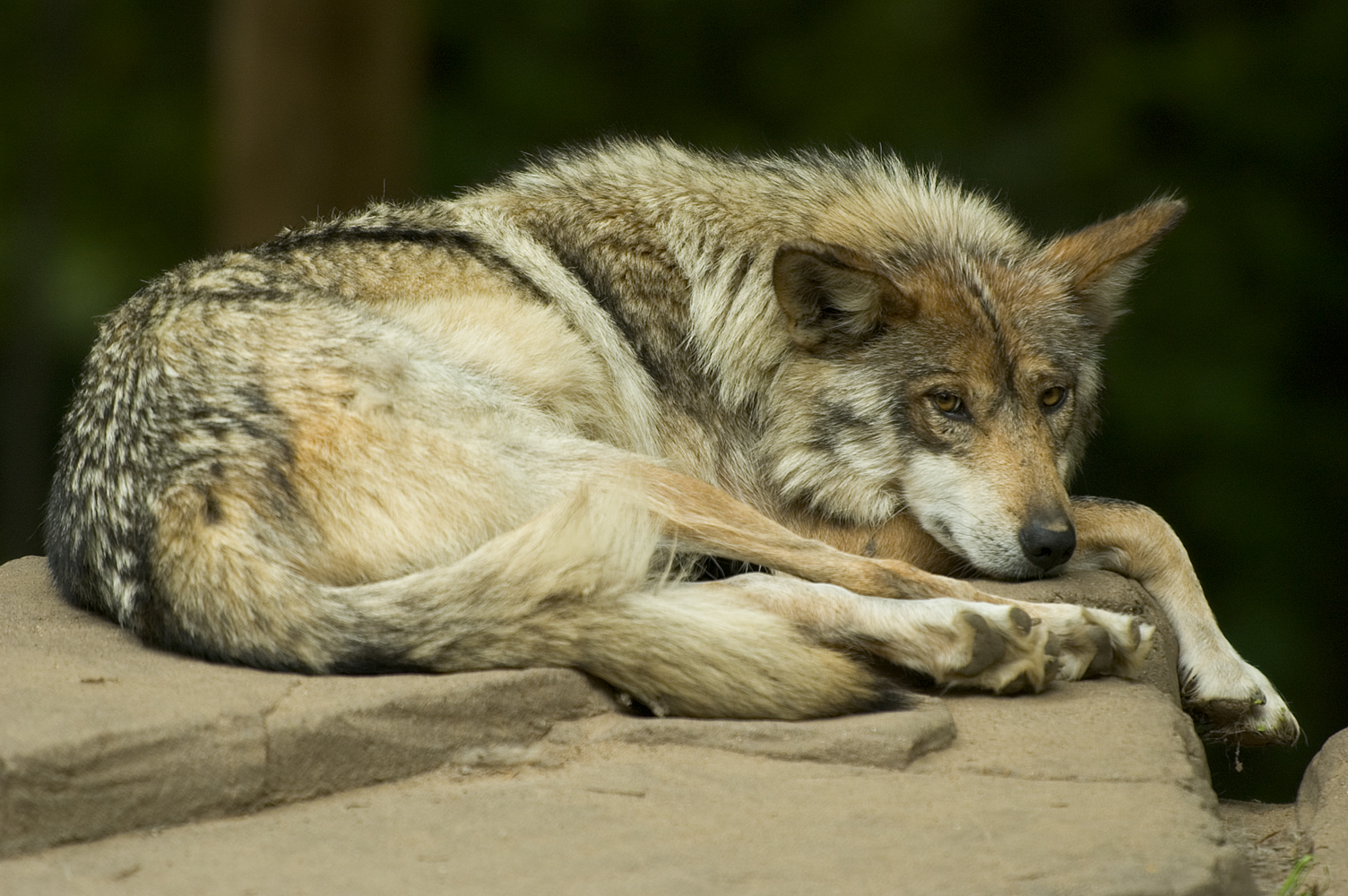
Um Lobo mexicano (Canis lupus baileyi) em cativeiro para propósitos de reprodução.

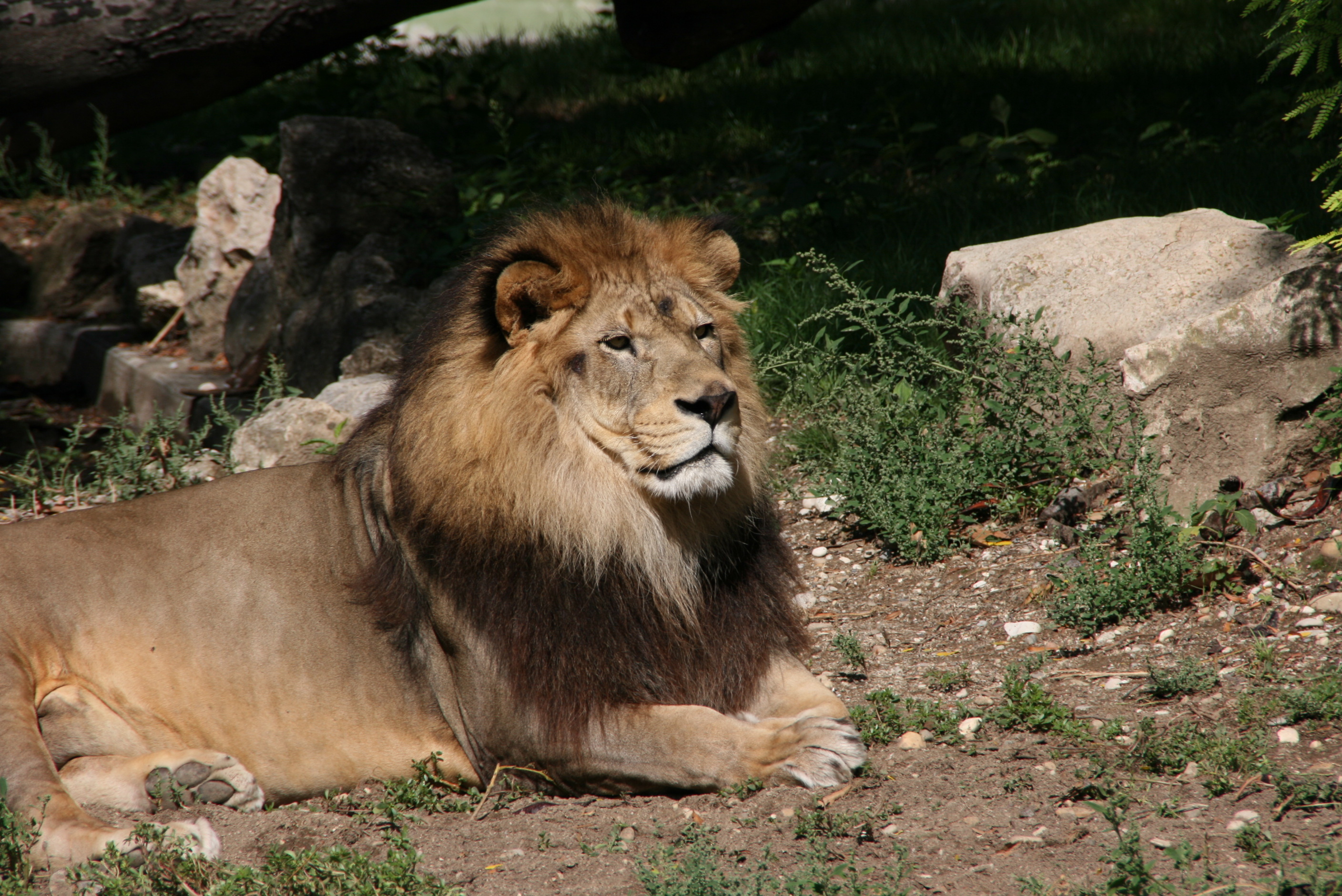
Um Leão (Panthera leo leo) em cativeiro para propósitos de reprodução.

Cativeiro, também conhecido como zoocria é a atividade humana de manter preso algum animal em uma área determinada, espécies não domésticas, em geral com propósitos de manutenção, crescimento e reprodução de espécies. No caso dos zoológicos, também é importante para estabelecer populações de criação em cativeiro de animais raros e ameaçados, além de possibilitar o desenvolvimento de estudos científicos.

## Outros usos
Cativeiro também pode ser denominado como um local onde se mantém pessoas em cárcere privado. No caso dos negros escravos o cativeiro era geralmente a senzala. Hebreus ficaram em cativeiros quando estavam no Egito.

## História
Ao longo da história, não apenas animais domésticos como animais de estimação e gado foram mantidos em cativeiro e sob cuidados humanos, mas também animais selvagens. Apesar do fato de animais selvagens terem sido abrigados por humanos por milhares de anos, esse cativeiro nem sempre se aproximou dos zoológicos atuais. Alguns foram tentativas fracassadas de domesticação. Além disso, em tempos passados, principalmente os ricos, aristocratas e reis coletavam animais selvagens por várias razões. Os ricos construíram os primeiros zoológicos como coleções pessoais para demonstrar seu domínio. Essas coleções particulares de animais eram conhecidas como menageries. Ao contrário da domesticação, a ferocidade e o comportamento natural dos animais selvagens foram preservados e exibidos. Os zoológicos de hoje reivindicam outras razões para manter os animais sob cuidados humanos: conservação, educação e ciência.